# Jordan Theodore
Jordan Theodore (Englewood, 11 dicembre 1989) è un cestista statunitense naturalizzato macedone.

## Carriera in Italia
Il 15 luglio 2017 l'Olimpia Milano annuncia di aver raggiunto un accordo con il giocatore. Con la squadra milanese vince la supercoppa italiana 2017, torneo in cui è nominato MVP, ed il campionato 2017-2018, disputando anche 23 partite in Eurolega, non venendo confermato per la stagione successiva.

## Palmarès

### Club
- Coppa Intercontinentale: 1

AEK Atene: 2019
- Campionato italiano: 1

Olimpia Milano: 2017-18
- Supercoppa italiana: 1

Olimpia Milano: 2017
- Coppa di Turchia: 1

Bandırma Banvit: 2017
- FIBA Europe Cup: 1

Skyliners Francoforte: 2015-16

### Individuale
- Basketball Champions League MVP: 1

Banvit: 2016-17
- Basketball Champions League Star Lineup: 1

Banvit: 2016-17
- MVP Coppa di Turchia:1

Bandırma Banvit: 2017
- MVP Supercoppa Italiana Serie A: 1

Olimpia Milano: 2017
- MVP Coppa Intercontinentale:1

AEK Atene: 2019